# Museo delle carrozze (Catanzaro)
Il Museo delle carrozze documenta l'evoluzione dei mezzi di trasporto non motorizzate tramite l'esposizione di 25 pezzi d'epoca. Si trova a Catanzaro, nel quartiere Siano, ospitato in un edificio in stile medievale. Al museo è annessa un'esposizione permanente sugli attrezzi rurali.

## Collezione
Le carrozze esposte nel museo provengono principalmente dall'Inghilterra. Fra i pezzi presenti nel museo, tuttavia, sono presenti alcune carrozze dell'alta borghesia napoletana, un carro da parata secentesco, il calesse di scena del film Via col vento e una carrozza cabriolet a capote mobile della Carrozzeria Cesare Sala. Nell'edificio è esposto anche un pianoforte settecentesco.